# Lijst van afleveringen van Princess Sissi
Dit is de complete afleveringenlijst van de animatieserie Princess Sissi. De serie had in totaal tweeënvijftig afleveringen en liep in het land van productie (Canada/Frankrijk) tussen 1997 en 1998. In Nederland zond Fox Kids alle afleveringen tussen 1999 en 2001 uit.
| Nr. | Titel aflevering NL                 | Titel aflevering CN                 |
| --- | ----------------------------------- | ----------------------------------- |
| 01  | Sissi krijgt haar zin               | Sissi gets her way                  |
| 02  | De onverwachte gasten               | The unexpected guests               |
| 03  | Een keizerlijke verrassing          | An imperial surprise                |
| 04  | Possi's diefje                      | Possi's little thief                |
| 05  | Helena de verschrikkelijke          | Helena the terrible                 |
| 06  | Tijd om afscheid te nemen           | Time to say good-bye                |
| 07  | Risico's                            | Taking chances                      |
| 08  | Een ongewone bosbewoner             | An unusual woodsman                 |
| 09  | Arkas neemt wraak                   | Arkas gets his revenge              |
| 10  | De kus op Innsbruck                 | The Innsbruck kiss                  |
| 11  | De weigering                        | The parents refuse                  |
| 12  | Een brief van Franz                 | A letter from Franz                 |
| 13  | Het verlovingsfeest                 | The engagement ball                 |
| 14  | Gemiste afspraken                   | Missed reunions                     |
| 15  | De eerste stapjes op het koningspad | First steps in the royal court      |
| 16  | Een gouden kooi                     | A gilded cage                       |
| 17  | Circus Zaniouchka                   | The Zaniouchka circus               |
| 18  | De geheimen van de spiegel          | The mirror's secret                 |
| 19  | Een onrustige kerst                 | An eventful christmas               |
| 20  | Het fort                            | The fortress                        |
| 21  | Een race tegen de klok              | Running against time                |
| 22  | Gekibbel tussen geliefden           | Lovers' tif                         |
| 23  | Tempest is gestolen                 | They've stolen Tempest              |
| 24  | Een verdiende overwinning           | A well-deserved victory             |
| 25  | Gevaar in het prater                | Danger at the prater                |
| 26  | Sissi en Franz houden woord         | Sissi and Franz keep their promises |
| 27  | De verdwenen tiara                  | The tiara is gone                   |
| 28  | Brand in de opera                   | The opera caper                     |
| 29  | Sissi offert zich op                | Sissi's sacrifice                   |
| 30  | Leve Erzsebet!                      | Hooray Erzsebet!                    |
| 31  | Jaloezie                            | Jealousy                            |
| 32  | Vaarwel Boedapest                   | Good-bye Budapest                   |
| 33  | Red Possi!                          | Possi must be saved                 |
| 34  | Sissi en de Apachen                 | Sissi and the apaches               |
| 35  | Zware tijden                        | Hard times                          |
| 36  | De geheimzinnige Amazone            | The mysterious horsewoman           |
| 37  | Verstoppertje in Schönbrunn         | Hide and seek at Schönbrunn         |
| 38  | De grote achtervolging              | The great chase                     |
| 39  | Bekentenissen in Venetië            | Confessions in Venice               |
| 40  | Het eiland Ahriman                  | Ahriman Island                      |
| 41  | Schipbreuk                          | The shipwreck                       |
| 42  | De gevangenen van Arkas             | Arkas' prisoners                    |
| 43  | Soldaat Sissi                       | Private Sissi                       |
| 44  | Sissi in het oog van de storm       | Sissi in the eye of the storm       |
| 45  | De drie duiven                      | The three pidgeons                  |
| 46  | Pas op, prinses!                    | Be careful Princess!                |
| 47  | Tommy's geheim                      | Tommy's mystery                     |
| 48  | Arkas geeft nooit op                | Arkas never gives up                |
| 49  | Het elixer van Dr. Fritz            | Dr. Fritz's elixer                  |
| 50  | Prins Fritz                         | Prince Fritz                        |
| 51  | Pure oplichterij                    | The double-crossed game             |
| 52  | De liefde overwint                  | The triumph of love                 |